# Max Vosberg-Rekow
Max Vosberg-Rekow (* 5. März 1860 in Leobschütz; † nach 1937) war ein deutscher Industrie- und Handelsverbandsfunktionär, der besonders die deutschen Interessen in Asien, vor allem in China verfolgte.
Als Sohn des Kreisrichters und einer Juristentochter geboren, besuchte Vosberg-Rekow Gymnasien in Gleiwitz und Breslau. Dann studierte er Staatswissenschaften an den Universitäten Breslau, Berlin und Tübingen bis zur Promotion 1883. Darauf wurde er im Preußischen Landwirtschaftsministerium und bei der Handelskammer in Mainz tätig, bis er Direktor des Deutschen Privatbeamtenvereins in Magdeburg wurde. Von 1890 bis 1894 war er als Syndikus der „Handelskammer für das Herzogthum Braunschweig“ bestellt und gab die „Monatsschrift für Handel und Industrie“ heraus. 1893 wurde ihm die Führung des Doppelnamens Rekow untersagt, was er missachtete. 1894 zog er nach Berlin-Grunewald, um bis 1897 als Hauptgeschäftsführer des Gesamtverbandes Deutscher Metallindustrieller tätig zu sein. 1897 gründete er die „Centralstelle für Vorbereitung von Handelsverträgen“, die er zwölf Jahre leitete und als Lobbyist für die Handelspolitik nutzte. 1904 gründete er ein „Verwaltungsbüro für Konventionen und Kartelle“ und wirkte als Syndikus und geschäftsführender Vorstand zahlreicher Organisationen des Großhandels und der Industrie.
Er war in Agnetendorf Nachbar von Gerhart Hauptmann und hielt (brieflichen) Kontakt mindestens bis Februar 1937.
Mit Generalfeldmarschall Colmar von der Goltz-Pascha begründete er 1901 die Deutsch-Asiatische Gesellschaft. Vosberg-Rekow war u. a. Mitbegründer der „Zeitschrift für Handel und Gewerbe“ des Deutschen Industrie- und Handelstages sowie Begründer und langjähriger Herausgeber der Zeitschrift „Asien“. Sein Buch über die Revolution in China (1912) diente Lenin als Quelle, wie er in den Heften zum Imperialismus festhielt, und damit der darauf folgenden Imperialismustheorie des späteren Sowjetführers.
Vosberg-Rekow war zuerst mit Elfriede Möller aus Breslau verheiratet; die Tochter Hildegard wurde 1889 in Magdeburg, die beiden Söhne Udo und Horst 1891 und 1893 in Braunschweig geboren. Die zweite Ehefrau war Käthe Vosberg-Rekow.

## Schriften
- (Hg.): Asiatisches Jahrbuch, Verlag von J. Guttentag, Berlin 1912–1914
- (Mithg.): Asien: Organ der Deutsch-Asiatischen Gesellschaft und der Münchner Orientalischen Gesellschaft, 1902–1919 digitale Fassung online
- Die Reform des deutschen Consulatswesens und die Errichtung deutscher Handelskammern im Auslande, 1897
- Die Politik der Handelsverträge in ihren Grundzügen gemeinfasslich dargestellt, 1898
- Das britische Weltreich und der deutsche Wettbewerb, 1898
- Die Errichtung einer Centralstelle zur Förderung des deutschen Aussenhandels, 1900
- Der Schutz des industriellen und geistigen Eigenthums in den Handelsverträgen, 1902 (repr. 2012) ISBN 978-3-11-128068-4
- Der Grundgedanke der deutschen Kolonialpolitik, 1903 Download https://brema.suub.uni-bremen.de/dsdk/content/titleinfo/1975665
- Die Handelsvertrāge des Jahres 1903: Betrachtungen und Vorschläge, Berlin 1900 (repr. 2018) ISBN 978-3-11-116078-8
- Die Revolution in China: ihr Ursprung und ihre Wirkung, (Schriften der Deutsch-Asiatischen Gesellschaft. 6) 1912, ISBN 978-3-11-128857-4
- Ein deutsches China-Institut, 1914